# أكسل وليامز
أكسل وليامز (بالفرنسية: Axel Williams)‏ (3 ديسمبر 1983 بولينزيا الفرنسية فرنسا - ) هو لاعب كرة قدم فرنسي يلعب كمهاجم.

## روابط خارجية
- أكسل وليامز على موقع الاتحاد الدولي (مؤرشف)  (الإنجليزية)
- أكسل وليامز على موقع قاعدة بيانات كرة القدم.إي يو (الإنجليزية)
- أكسل وليامز على موقع ناشيونال فوتبول تيمز (الإنجليزية)